# Ускоци (племе)
Ускоци су племе у Црној Гори. Добили су назив по томе јер је та област насељена досељеницима тј. ускоцима који су ускакали тј. насељавали тај крај из различитих области. Међу Ускоцима има доста Требјешана и Никшићана које су Турци раселили. Многи сматрају ово племе као и Шаранце дијелом дробњачког племена.
Ускоци су засновали племенску организацију крајем 18. и почетком 19. вијека. Племе су формирали Требјешани, које су Турци 1789. године протјерали из околине Никшића, те пребјези из Херцеговине, Санџака и др. Наиме, послије краћег боравка у Морачи дио Требјешана преселио се у дробњачка села Струг, Малинско и Сировац, где су са другим пребјезима засновали племе. Тако је настао истоимени етноним и топоним. У 19. вијеку настало је највеће ускочко село Баре. Послије Другог свјетског рата припојено им је морачко село Крња Јела.
Познати Ускоци су:
- Мирко Алексић
- Петар Кршикапа
- Новица Церовић
- Милан Ракочевић
- Сава Микић
- академик Миро Вуксановић
- Милија Станић
- Богдан Котлица
- Машо Јелић
- Комнен Церовић
- Андрија Мандић